# Ahnatal
Ahnatal település Németországban, Hessen tartományban. Lakosainak száma 7965 fő (2023. december 31.).

## Népesség
A település népességének változása:
| Lakosok száma | 7992 | 7980 | 7960 | 8030 | 8052 | 7965 |
|               | 2014 | 2017 | 2019 | 2021 | 2022 | 2023 |